# نازنین بیاتی
نازنین بیاتی (زادهٔ ۱۵ دی ۱۳۶۸) بازیگر اهل ایران است.

## زندگی
نازنین بیاتی دانش‌آموختهٔ تئاتر از دانشگاه آزاد اسلامی تنکابن است.
نازنین بیاتی در نخستین حضور سینمایی خود در فیلم دربند بازی کرد و نامزد سیمرغ بلورین بهترین بازیگر نقش اول زن از سی و یکمین دوره جشنواره بین‌المللی فیلم فجر و در همه‌پرسی از نویسندگان و منتقدان، به عنوان بهترین بازیگر نقش اول زن از هفتمین جشنواره منتقدین سینما انتخاب شد.
وی همچنین برای بازی در سریال نمایش خانگی گلشیفته موفق به دریافت تندیس بهترین بازیگر زن کمدی از نوزدهمین دوره جشنواره حافظ شد.
بیاتی در سریال تلویزیونی عروسکی شکرستان به عنوان طراح صحنه، طراح لباس، و صداپیشه شخصیت‌های «رؤیا و پیشگو» با حسن رادفر حضور یافت.

## فیلم‌شناسی

### سینما
| سال  | نام فیلم                         | کارگردان           |
| ---- | -------------------------------- | ------------------ |
| ۱۳۹۱ | دربند                            | پرویز شهبازی       |
| ۱۳۹۲ | مردن به وقت شهریور               | هاتف علیمردانی     |
| ۱۳۹۲ | ارسال یک آگهی تسلیت برای روزنامه | ابراهیم ابراهیمیان |
| ۱۳۹۲ | فرشته‌ها با هم می‌آیند             | حامد محمدی         |
| ۱۳۹۳ | رخ دیوانه                        | ابوالحسن داوودی    |
| ۱۳۹۳ | طعم شیرین خیال                   | کمال تبریزی        |
| ۱۳۹۴ | مادری                            | رقیه توکلی         |
| ۱۳۹۵ | رفتن                             | نوید محمودی        |
| ۱۳۹۶ | آینه بغل                         | منوچهر هادی        |
| ۱۳۹۶ | مغزهای کوچک زنگ‌زده               | هومن سیدی          |
| ۱۳۹۷ | زعفرانیه ۱۴ تیر                  | علی هاشمی          |
| ۱۳۹۷ | دینامیت                          | سید مسعود اطیابی   |
| ۱۳۹۷ | ژن خوک                           | سعید سهیلی         |
| ۱۳۹۸ | عروسی مردم                       | مجید توکلی         |
| ۱۳۹۸ | سگ‌بند                            | مهران احمدی        |
| ۱۳۹۹ | خانه ارواح                       | کیارش اسدی زاده    |
| ۱۳۹۹ | زمستان بود                       | وحید پرشاد         |
| ۱۳۹۹ | جوجه تیغی                        | مستانه مهاجر       |
| ۱۴۰۰ | شادروان                          | حسین نمازی         |
| ۱۴۰۲ | لاک پشت                          | بهمن کامیار        |

### نمایش خانگی
| سال  | نام سریال | کارگردان         |
| ---- | --------- | ---------------- |
| ۱۳۹۷ | گلشیفته   | بهروز شعیبی      |
| ۱۳۹۸ | مانکن     | حسین سهیلی‌زاده   |
| ۱۴۰۰ | هفت       | کیارش اسدی‌زاده   |
| ۱۴۰۲ | مهمونی ۲  | ایرج طهماسب      |
| ۱۴۰۲ | قطب شمال  | امین محمودی یکتا |
| ۱۴۰۳ | تاسیان    | تینا پاکروان     |

### تئاتر
| نام نمایش                            | نقش             | تاریخ                 |
| ------------------------------------ | --------------- | --------------------- |
| نمایشنامه‌خوانی قرمز و دیگران         | نقش خوان        | شهریور ۱۳۹۳           |
| خانه‌ای در انتهای خیابان بهار         | لاله            | بهمن و اسفند ۱۳۹۵     |
| دی روز (یک دقیقه سکوت)               |                 | خرداد ۱۳۹۶            |
| کنسرت نمایش «خالی از شب، خالی از تو» | گفتار متن       | اردیبهشت ۱۳۹۷         |
| خروس لاری                            | پاپتی           | آذر و دی ۱۳۹۷         |
| نمایش موزیکال «عروس مردگان»          | امیلی           | اردیبهشت و خرداد ۱۳۹۸ |
| کلنل                                 | ایرنه و آموزگار | مهر ۱۴۰۲              |

## جایزه‌ها و افتخارات
| سال  | جایزه                                      | رده                        | اثر نامزد شده | نتیجه    |
| ---- | ------------------------------------------ | -------------------------- | ------------- | -------- |
| ۱۳۹۱ | سی و یکمین دوره جشنواره فیلم فجر           | بهترین بازیگر نقش اول زن   | دربند         | نامزدشده |
| ۱۳۹۲ | هفتمین جشن انجمن منتقدان و نویسندگان ایران | بهترین بازیگر نقش اول زن   | دربند         | برنده    |
| ۱۳۹۳ | چهاردهمین دوره جشن حافظ                    | بهترین بازیگر زن فیلم درام | دربند         | نامزدشده |
| ۱۳۹۸ | نوزدهمین دوره جشن حافظ                     | بهترین بازیگر زن کمدی      | سریال گلشیفته | برنده    |
| ۱۳۹۹ | بیستمین دوره جشن حافظ                      | بهترین بازیگر زن درام      | سریال مانکن   | نامزدشده |